# Temnostega antarctica
Temnostega antarctica is een keversoort uit de familie loopkevers (Carabidae). De wetenschappelijke naam van de soort werd voor het eerst geldig gepubliceerd in 1905 door Günther Enderlein.